# Чемпіонат світу з хокею із шайбою 2008 (дивізіон III)
Чемпіонат світу з хокею із шайбою 2008 (дивізіон III) — чемпіонат світу з хокею із шайбою, який проходив з 31 березня по 6 квітня 2008 року у Люксембургу (Люксембург).

## Кваліфікація
Проходила в Боснії і Герцеговині у Сараєво 15 — 17 лютого 2008 року.
- Боснія і Герцеговина —  Греція 1:10
- Вірменія —  Греція 0:5 (технічна поразка)
- Вірменія —  Боснія і Герцеговина 0:5 (технічна поразка)

Перемогу в турнірі здобула збірна Греції.

## Збірні
| Збірні         | Кваліфікація                                                                               |
| -------------- | ------------------------------------------------------------------------------------------ |
| Туреччина      | Шосте місце в групі A чемпіонату світу 2007 (дивізіон II)                                  |
| Північна Корея | Не брали участі в групі B чемпіонату світу 2007 (дивізіон II) і пониження до III Дивізіону |
| Люксембург     | Третє місце на чемпіонату світу 2007 (дивізіон III)                                        |
| ПАР            | Четверте місце на чемпіонату світу 2007 (дивізіон III)                                     |
| Монголія       | П'яте місце на чемпіонату світу 2007 (дивізіон III)                                        |
| Греція         | Переше місце в кваліфікаційному турнірі                                                    |

## Таблиця
| М. | Збірна         | М | В | ВО | ПО | П | Ш     | О  |
| -- | -------------- | - | - | -- | -- | - | ----- | -- |
| 1  | Північна Корея | 5 | 5 | 0  | 0  | 0 | 40:6  | 15 |
| 2  | ПАР            | 5 | 4 | 0  | 0  | 1 | 29:16 | 12 |
| 3  | Люксембург     | 5 | 1 | 2  | 0  | 2 | 22:13 | 7  |
| 4  | Туреччина      | 5 | 2 | 0  | 1  | 2 | 27:24 | 7  |
| 5  | Греція         | 5 | 1 | 0  | 1  | 3 | 17:28 | 4  |
| 6  | Монголія       | 5 | 0 | 0  | 0  | 5 | 11:59 | 0  |

## Результати
| Збірна         | Північна Корея | ПАР  | Люксембург | Туреччина | Греція  | Монголія |
| -------------- | -------------- | ---- | ---------- | --------- | ------- | -------- |
| Північна Корея |                | 6–0  | 2–1        | 8–2       | 7–3     | 17–0     |
| ПАР            | 0–6            |      | 5–4        | 7–1       | 5–1     | 12–4     |
| Люксембург     | 1–2            | 4–5  |            | 5–4 (ОТ)  | 3–2 (Б) | 9–0      |
| Туреччина      | 2–8            | 1–7  | 4–5 (ОТ)   |           | 9–1     | 11–3     |
| Греція         | 3–7            | 1–5  | 2–3 (Б)    | 1–9       |         | 10–4     |
| Монголія       | 0–17           | 4–12 | 0–9        | 3–11      | 4–10    |          |